# 费利克斯·萨尔泽
费利克斯·萨尔泽（英語：Felix Salzer；1904年6月13日—1986年8月12日），奥地利裔美国音乐理论家、音乐学家和教育家。他是海因里希·申克的主要追随者之一，并在申克去世后为完善和解释申克分析做出了很多贡献。
薩爾澤1904年出生于維也納，父亲马克斯·萨尔策（Max Salzer）是一名医生，母亲是海伦·维特根斯坦（Helene Wittgenstein），他的姥爷是卡尔·维特根斯坦。萨尔泽在维也纳大学跟随吉多·阿德勒学习音乐学，并于1926年获得博士学位，其博士论文主要研究了弗朗茨·舒伯特作品中的奏鸣曲式。与此同时他还随海因里希·申克和Hans Weisse学习音乐理论和分析。1939年，萨尔泽移居美国，并于1945年成为美国公民。在美国期间，他曾在多所学校任教，其中，他在曼尼斯音乐学院和纽约市立大学皇后学院都担任了很长时间的院长。萨尔泽在曼尼斯教的学生包括卡尔·沙赫特和阿黛尔·T·魏斯。在曼尼斯学院任教期间，萨尔泽和沙克特合作撰写了具有开创性的音乐理论书籍《作曲中的对位法》。
他对申克理论的贡献有两方面：首先，他让美国音乐理论家和音乐学家注意到了申克的思想，使得申克分析在随后的几十年间，主导了以美国为首、以美加为核心的英語音乐理论学术圈数十载；其次，申克本人的理论主要是研究共性写作时期的音乐，而萨尔泽将申克的分析技术拓展并运用到了共性写作时期以外的音乐，特别是文艺复兴时期、中世纪的音乐以及 20 世纪的一些音乐。后来的理论家也将申克技术运用到流行音乐中。
萨尔泽对申克理论所做的具体改进涉及声部进行方面，以及将和弦区分为结构和对位类别。
萨尔泽的著作包括《结构听觉》 （1952年和1962年）、《作曲中的对位法：声部进行的研究》（与卡尔·沙赫特合作，1969年）和期刊《音乐论坛》（创刊于1967年）。
1939年，萨尔泽与海德薇格·林德伯格（利奥波德·林特贝格的姐姐）结婚。她于2000年2月29日去世。他们没有孩子。